# Фріда Ісберґ
Фріда Ісберґ (ісл. Fríða Ísberg, нар. 19 грудня 1992) — ісландська письменниця та поетка. Отримала ступінь магістра з креативного письма в Університеті Ісландії. Входить до поетичного колективу Svikaskáld («поетки-самозванки»).
Переклад збірки оповідань Фріди Ісберґ під назвою Kláði (Сверблячка, 2018) вийшов у видавництві «Видавництво». Решту творчого доробку складають дві поетичні збірки, Slitförin (Розтяжки, 2017) і Leðurjakkaveður (Шкіряна куртка для непогоди, 2019) та роман Merking (Позначка, 2021).